# Internationaler Rat zur Erhaltung der Jagd und des Wildes
Der Internationale Rat zur Erhaltung des Wildes und der Jagd (CIC) (englisch: International Council for Game and Wildlife Conservation, französisch: Conseil International de la Chasse et de la Conservation du Gibier) ist ein politisch unabhängiges, gemeinnütziges Beratungsorgan mit dem Ziel der Erhaltung des Wildes durch die Förderung der nachhaltigen Nutzung von Flora und Fauna. Die Abkürzung CIC leitet sich aus dem ursprünglich französischen Namen der Organisation Conseil International de la Chasse ab.
Der CIC wurde 1930 gegründet. Bis 1999 hatte die Organisation ihren Hauptsitz in Paris, sitzt heute jedoch in Ungarn. Der CIC umfasst 30 Staatsmitglieder, vertreten durch die jeweiligen Ministerien (zuständig für die Erhaltung und nachhaltige Nutzung von Flora und Fauna) bzw. durch andere entsprechende Institutionen, sowie eine große Anzahl von Jagd- und Wildtierschutzorganisationen und auch einzelne Personen – darunter auch wissenschaftliche Experten – aus über 80 Ländern. Die Organisation hat diplomatischen Status in Ungarn, und Beobachterstatus bei den Vereinten Nationen.
Die Arbeitssprachen des CIC sind Englisch, Französisch und Deutsch.

## Geschichte
Die Idee zur Gründung einer internationalen Organisation, die sich mit nachhaltiger Jagd und nachhaltigem Wildtiermanagement befasst, wurde zum ersten Mal 1910 im Rahmen einer internationalen Jagdausstellung in Wien aufgebracht. Das Konzept wurde allerdings erst zwei Jahre später, im November 1928, vom französischen Anwalt Maxime Ducrocq und vom Grafen Louis Károlyi in die Tat umgesetzt, als sie eine internationale Konferenz mit dem Ziel der Gründung einer internationalen Jagdorganisation in Nové Zámky organisierten. Viele der Diskussionen fanden auf dem Gut des Grafen Károlyi in Palárikovo statt, das heute als CIC-Museum dient. Die Erklärung von Nové Zámky war der Startschuss für die Gründung eines internationalen Rates für die Jagd mit dem Namen „Conseil International de la Chasse“, sowie die Aufstellung eines Komitees, das für die Ausarbeitung der Statuten der Organisation verantwortlich war. Dies bildete die Basis für die erste Generalversammlung sowie die offizielle Registrierung des CIC im November 1930 in Paris.
Graf Louis Károlyi, Mitbegründer des CIC, stellte sein Gut in Palárikovo für die ersten Gespräche zur Organisationsgründung zur Verfügung.
Von Anfang an förderte der CIC die Bemühungen um eine nachhaltige und ethisch korrekte Jagd und hob dabei stets die Tatsache hervor, dass Jagd und Artenschutz Hand in Hand gehen. Zudem erlangte der CIC globale Anerkennung als unabhängiger Berater im Bereich des Artenschutzes.
Der CIC wurde von der österreichischen Regierung als internationale, nichtstaatliche Non-profit-Organisation anerkannt, die im Interesse der Öffentlichkeit arbeitet. Seit 2003 hat die Organisation ihren juristischen Sitz in Wien, die Büros befinden sich jedoch seit 1999 in Budakeszi, Ungarn. Der CIC gehört heute zu den Schlüsselinstitutionen, die auf globaler Ebene richtungsweisend für die Entwicklung des Wildtiermanagements sind.
Im November 2022 hat das Bundesministerium für Ernährung und Landwirtschaft (BMEL) unter Cem Özdemir, Bündnis 90/Die Grünen, die Mitgliedschaft der Bundesrepublik Deutschland im CIC beendet.

## Organisationsstruktur
Die Organe sind:
- die Generalversammlung (General Assembly; GA),
- das Exekutivkomitee (Executive Committee; EC),
- der Rat (Exekutivkomitee und Leitung der nationalen Delegationen) und
- nationale Delegationen.

Die Aktivitäten des CIC sind auf drei Divisionen verteilt:
- Politik und Recht: Diese Division beschäftigt sich hauptsächlich mit der Politikentwicklung zu Jagd und Wildtiermanagement, sowie der Bekräftigung weltweiter Bemühungen um die nachhaltige Nutzung von Flora und Fauna.
  - Jagdgesetze und -politik
  - Multilaterale Abkommen
  - Waffen, Munition und grenzübergreifenden Verkehr

- Angewandte Wissenschaft: Diese Division stellt wissenschaftliche Daten sowie Fakten zu Wildtiermanagement und Jagdbelangen zur Verfügung und unterstützt wissenschaftliche Forschung zum Thema Wildtiermanagement und Naturerhaltung.
  - Großwild
  - Niederwild
  - Zugvögel
  - Erkrankungen von Wildtieren
  - Ressourcenökonomik von Flora und Fauna
  - Produktionssysteme von Landwirtschaft und Tierbestand sowie von Wildtieren
  - Trophäenbewertung

- Kultur: Die Division Kultur kümmert sich um das Bewahren des durch die Jagd entstandenen kulturellen Erbes.
  - Traditionelle Jagd
  - Bogenjagd
  - Falknerei
  - Jagd in der Kunst
  - Jagd und Gastronomie
  - CIC-Museum Palárikovo[10]
  - CIC-Bibliothek

## Mitglieder
Der CIC hat mehr als 1700 Mitglieder in mehr als 80 Ländern auf fünf Kontinenten. Die Mitglieder sind Staaten, nationale und internationale Organisationen, natürliche Personen sowie Experten und Sponsoren, die rund um den Globus als Fürsprecher für den CIC und den Nachhaltigkeitsgedanken fungieren. Dem CIC gehören 40 nationale Delegationen an, die für die Koordination der Aktivitäten in ihren jeweiligen Ländern zuständig sind.
- Staatliche Mitglieder sind Vertreter von Staaten, Regierungsbehörden oder nationalen, öffentlichen Einrichtungen
- Verbandsmitglieder sind Vertreter nationaler oder internationaler nichtstaatlicher Organisationen
- Individuelle Mitglieder bzw. Privatpersonen machen die Mehrheit der CIC-Mitglieder aus
- Fachexperten im Bereich der Erhaltung des Wildes, der Natur sowie der Jagd
- Young Opinion Mitglieder, die jünger als 40 Jahre sind, bilden das Sprachrohr der nächsten Generation.
- Sponsoren-Mitglieder sind Repräsentanten des privaten Sektors, die sich für den Erhalt von Natur und Wild und die nachhaltige Nutzung einsetzen.

## Präsidenten und Generaldirektoren
Der aktuelle Präsident des CIC ist Philipp Harmer. Der aktuelle Generaldirektor ist Sebastian Winkler.
| Vorherige Präsidenten:            | Vorherige Präsidenten: |
| Name                              | Years                  |
| --------------------------------- | ---------------------- |
| Maxime Ducrocq                    | 1930–49                |
| Claude Hettier de Boislambert     | 1950–59                |
| Berthold von Zähringen            | 1959–62                |
| Georg Graf Thurn-Valsassina       | 1962–65                |
| Comte Enrico Marone Cinzano       | 1965–68                |
| Johann Gerhard van Maasdijk       | 1969–72                |
| Pál Vallus                        | 1972–75                |
| H.I.H. Abdul Reza Pahlavi         | 1975–81                |
| Alfonso de Urquijo y Landecho     | 1981–84                |
| Marco Bulć                        | 1984–87                |
| Luigi Musy                        | 1987–90                |
| Heinrich III. Prinz Reuss         | 1990–93                |
| Nicolás Franco y Pascual de Pobil | 1993–99                |
| Dieter Schramm                    | 1999–2010              |
| Bernard Lozé                      | 2010–2016              |
| George Aman                       | 2016-2021              |
| Philipp Harmer                    | seit 2021              |

| Generaldirektoren (zuvor: Generalsekretär (1930–1999)) | Generaldirektoren (zuvor: Generalsekretär (1930–1999)) |
| ------------------------------------------------------ | ------------------------------------------------------ |
| M. Villenave                                           | 1930–39                                                |
| Claude Hettier de Boislambert                          | 1950–59                                                |
| Claude Chavane                                         | 1965–71                                                |
| François Edmond-Blanc                                  | 1971–81                                                |
| Jean Servat                                            | 1981–99                                                |
| Gábor Rácz-Fodor                                       | 1999–2001                                              |
| Kai-Uwe Wollscheid                                     | 2002–2010                                              |
| Tamás Marghescu                                        | 2010–2022                                              |
| Sebastian Winkler                                      | seit 2022                                              |

| Vorheriger Generalsekretär: | Vorheriger Generalsekretär: |
| --------------------------- | --------------------------- |
| Werner Trense               | 1972–99                     |

## Arbeitsgruppen

### Young Opinion (YO)
Die Arbeitsgruppe Young Opinion (YO) vernetzt Naturschützer unter 40, die sich für die Erhaltung der Wildbestände und deren nachhaltige Nutzung entlang der Leitlinien des CIC begeistern.
Die YO wurde bei der 48. Generalversammlung des CIC im Mai 2000 gegründet. Unter der Leitung von Victoria Lamarche (Präsidentin der YO) unterstützt die Arbeitsgruppe die Werte des CIC durch Aktivitäten in den Bereichen Bildung und Verwendung von Wildfleisch als gutes Beispiel für eine nachhaltige Jagdausübung.
Die Arbeitsgruppe hat seit ihrer Gründung mehrere internationale Events organisiert, zum Beispiel das jährliche Treffen der „Global Youth for Sustainable Use“ (GYSU). Die GYSU ist eine mehrtägige Zusammenkunft mit wissenschaftlichen Symposien und kulturellem Austausch. Die erste GYSU fand 2005 statt. Seitdem wurde jährlich von wechselnden nationalen Delegationen zur GYSU eingeladen.

### Artemis Club
Seit 2011 bildet der CIC Artemis Club eine Plattform für Frauen und Jägerinnen, die sich für Nachhaltigkeitsthemen interessieren. Mitglieder des Artemis Clubs betätigen sich besonders in den Gebieten der Umwelterziehung, der Jagdkultur und der Gastronomie und setzen sich im Allgemeinen weltweit für die Belange und die Beteiligung von Frauen im Wildtiermanagement ein. Sonia Chovanová Supeková ist Präsidentin der Arbeitsgruppe.

## Partnerschaften
Gemeinsam mit seinen Partnern fördert der CIC nachhaltige Nutzung, Weiterentwicklung wildbiologischer Konzepte sowie entsprechender Gesetze und Regulierungen auf weltweiter Basis. Die wichtigsten Partner sind:
Institutionen der Vereinten Nationen: Ernährungs- und Landwirtschaftsorganisation der Vereinten Nationen (FAO); Umweltprogramm der Vereinten Nationen (UNEP); Entwicklungsprogramm der Vereinten Nationen (UNDP); Organisation der Vereinten Nationen für Erziehung, Wissenschaft und Kultur (UNESCO).
Umweltkonventionen: Übereinkommen über die biologische Vielfalt (CBD); Übereinkommen über den internationalen Handel mit gefährdeten Arten freilebender Tiere und Pflanzen (CITES); Übereinkommen zur Erhaltung der wandernden wildlebenden Tierarten (CMS) - ein Partnerschaftsabkommen wurde 2005 unterzeichnet; Abkommen zur Erhaltung der afrikanisch-eurasischen wandernden Wasservögel (AEWA); Übereinkommen über die Erhaltung der europäischen wildlebenden Pflanzen und Tiere und ihrer natürlichen Lebensräume (Berner Konvention); Übereinkommen über Feuchtgebiete, insbesondere als Lebensraum für Wasser- und Watvögel (Ramsar-Konvention).
Internationale Nichtregierungsorganisationen: Weltnaturschutzunion (IUCN); Wetlands International; Internationale Vereinigung für Falknerei (IAF); Zusammenschluss der Verbände für Jagd und Wildtiererhaltung in der EU (FACE); Internationaler Ring der Jagdwissenschaftler (IUGB).
Nationale Nichtregierungsorganisationen: Die nationalen Delegationen des CIC arbeiten in Partnerschaft mit einer Vielzahl von nationalen oder regionalen Nichtregierungsorganisationen, um nachhaltige Jagd und die Erhaltung der Wildbestände zu fördern.

### Collaborative Partnership on Sustainable Wildlife Management (CPW)
Diese Partnerschaft begann 2011 auf Initiative des früheren stellvertretenden Vorsitzenden des CPW und Past-Präsidenten der CIC-Division Politik&Recht, Jan Heino. Der erste Vorsitzende der Partnerschaft war Braulio F. de Souza Dias, damals Geschäftsführer des Übereinkommens über die biologische Vielfalt (CBD), und das Sekretariat wird von der FAO organisiert.
CPW ist eine freiwillige Partnerschaft internationaler Organisationen mit umfangreichen Mandaten und Programmen für die nachhaltige Nutzung und Bewahrung von Wildtierbeständen.mit dem Mandat sich für die nachhaltige Nutzung und Erhaltung von Wildbeständen einzusetzen. Die Mission des CPW ist wie folgt formuliert: “to promote conservation through the sustainable management of terrestrial vertebrate wildlife in all biomes and geographic areas and to increase cooperation and coordination on sustainable wildlife management issues among its members and partners.”
Heute vereint die CPW 14 internationale Organisationen (den CIC eingeschlossen) mit dem Ziel, globale, wildbiologische Themen mit einem ganzheitlichen und integrierten Ansatz zu behandeln.
Das erste Treffen der CPW fand im März 2013 in Bangkok, Thailand, während der 16. CITES Conference of the Parties (CoP) statt.
Members
- Sekretariat des Übereinkommens über die biologische Vielfalt (CBD)
- Zentrum für internationale Forstwissenschaft (CIFOR)
- Übereinkommen über den internationalen Handel mit gefährdeten Arten freilebender Tiere und Pflanzen (CITES)
- Übereinkommen zur Erhaltung wandernder wild lebender Tierarten (CMS)
- Ernährungs- und Landwirtschaftsorganisation der Vereinten Nationen (FAO)
- Internationaler Rat zur Erhaltung der Jagd und des Wildes (CIC)
- Internationales Forum Einheimischer zu Biodiversität (IIFB)
- Internationales Institut für Umwelt und Entwicklung (IIED)
- Weltnaturschutzunion (IUCN)
- Internationale Verband Forstlicher Forschungsanstalten (IUFRO)
- TRAFFIC: gemeinsames Programm des WWF und der Weltnaturschutzunion (IUCN), das den Handel mit gefährdeten Tier- und Pflanzenarten aus der Wildnis überwacht
- Umweltprogramm der Vereinten Nationen (UNEP)
- Weltorganisation für Tiergesundheit (OIE)

### CIC – FAO
Die Zusammenarbeit zwischen dem CIC und der FAO begann 2002 und führte zu einer Analyse und Dokumentation der wesentlichen Schwachpunkte bestehender Umweltpolitken und -gesetzgebungen, sowie zur Feststellung der Prioritäten für jene Länder, die eine Verbesserung ihrer Gesetze anstreben. In diesem Rahmen wurde eine Reihe gemeinsamer CIC-FAO-Publikationen veröffentlicht (Technische Serie).
In der Vergangenheit arbeitete der CIC gemeinsam mit der FAO an einer internationalen Online-Datenbank zu wildbiologisch relevanter Gesetzgebung (WildlifeLex). Diese Datenbank diente als Plattform, um Gesetzgebungen zu Wildtiermanagement, statistisches Datenmaterial, Best-Practice-Beispiele und andere relevante Dokumente aus verschiedenen Ländern und Regionen zentral zu erfassen, zu verknüpfen und der Öffentlichkeit bereitzustellen.

## Generalversammlungen
Die Generalversammlung ist das höchste Organ des CIC. Die erste Generalversammlung des CIC war die Gründungsversammlung 1930 in Paris. Seitdem tritt die Generalversammlung jährlich in einem der Mitgliedsländer zusammen. Die Generalversammlung beinhaltet nicht nur die Zusammenkunft der permanenten Mitglieder, sondern auch der Partner des CIC und Vertreter von Organisationen: zum Beispiel aus den Sonderorganisationen der Vereinten Nationen, der Federation der Jagdverbände in der EU “Federation of Associations for Hunting and Conservation of the EU (FACE)”, der “International Union of Game Biologists (IUGB)”, des Übereinkommens über den internationalen Handel mit gefährdeten Arten freilebender Tiere und Pflanzen (CITES), der “International Union for Conservation of Nature (IUCN)”, der “European Landowners Organization (ELO)”, der Weltorganisation für Tiergesundheit (OIE) und den Vertretern wichtiger Abkommen wie der Biodiversitätskonvention (CBD), sowie Regierungsdelegationen, nationale und internationale Jagdorganisationen und Wildtierexperten.
Das Hauptprogramm der Generalversammlung teilt sich entsprechend der Divisionen in drei Teile. Zusätzlich treffen sich spezielle Arbeitsgruppen mit Experten aus unterschiedlichen Ländern.
Die 60. Generalversammlung fand vom 26. - 30. April 2013 in den drei Ländern Republik Tschechien, Slowakei und Ungarn statt - das Kerngebiet, in dem das Konzept des CIC zu Beginn des 20. Jahrhunderts entwickelt wurde. Experten diskutierten dort das Thema „Wildtiermanagement“ unter dem Motto „Die Jagd: Bewahrung von Wildtieren - Schlüssel zum globalen Kulturerbe“.
Die 61. Generalversammlung wurde von der italienischen Delegation vom 23.–26. April 2014 in Mailand veranstaltet. Fragen zu „Jagd, Jugend und Biodiversität“ sowie der Kampf gegen Wilderei standen im Mittelpunkt. Dabei wurde ein Gipfel mit dem Titel „Jäger - geeint gegen Wildtierkriminalität“ organisiert.
Das Symposium “Hunting Ungulates between Tradition and Innovation: the Naturalist Hunter for Sustainable Wildlife Management” ging der 61. Generalversammlung voraus.
„Healthy Wildlife - Healthy People“ war das Motto der 62. Generalversammlung in Pravets, Bulgarien. Die Bewahrung der Wildtierbestände dient nicht nur zur Erhaltung der Vielfalt an Biodiversität aber auch zu einem gesunden Gleichgewicht unser menschlichen Existenz. Weltweit bereiten Wildtierkrankheiten den Jägern große Sorge. Wildtierkrankheiten können zu einer Verringerung der Population und des Genpools führen und damit langfristig negative Effekte auf Habitate und Ökosysteme bewirken. Gewisse Krankheiten können auch auf Haustiere übertragen werden und damit wirtschaftlichen Druck auf die lokale Bevölkerung oder sogar auf die Nation ausüben. Manche Krankheiten stellen auch ein großes Risiko für die menschliche Population dar. Die Jägerschaft stellt die größte Gruppe dar, die sich freiwillig mit dem Wildbestand auseinandersetzt. Die Weltorganisation für Tiergesundheit (OIE) als globale Plattform der Tiermedizin und der CIC als globale Organisation für die Artenerhaltung durch nachhaltige Nutzung von Wildtieren haben erkannt, dass hier eine enge Kooperation notwendig ist. Bernard Vallat, Generaldirektor von OIE forderte die Jäger und den CIC auf, ihre Kräfte zu nützen, um Biodiversität zu schützen und als Wächter für den Schutz der menschlichen Gesundheit aufzutreten. Die 62. Generalversammlung stand unter der Patronage von Boyko Borisov, Premierminister von Bulgarien, der die Wahl des Austragungsortes als Wertschätzung des seit einigen Jahren erfolgreichen Wildtiermanagements Bulgariens ansah. Nach einem starken Rückgang der Wildbestände gelang es Bulgarien, die Wildpopulationen wieder auf gesunde Niveaus zu bringen.
Die 63. Generalversammlung unter dem Motto „Hunting is Conservation“ wurde in Brüssel, Belgien, mit dem Ziel organisiert, die Teilnahme und den Dialog zwischen den Mitgliedern und verschiedenen Interessengruppen, einschließlich Regierungen, internationalen Organisationen, der wissenschaftlichen und akademischen Gemeinschaft, zu fördern, um eine nachhaltige Jagd und eine nachhaltige Politik für ein weltweites Wildtiermanagement zu unterstützen, um ein Bewusstsein für die Probleme der Wildtiere zu schaffen, das Engagement auf höchster Ebene für deren Lösung zu motivieren und somit ein besseres Management der nachhaltigen Jagd und des Wildtierschutzes auf lokaler, regionaler, nationaler und internationaler Ebene zu fördern. Karel Pinxten, Dekan des Europäischen Rechnungshofs, hob in seiner Begrüßung hervor, dass Jäger für nachhaltige Jagdpraktiken, die Kontrolle von Raubtieren und die Verbesserung von Lebensräumen verantwortlich sind, und dass diese drei Bereiche unser Engagement für eine nachhaltige Jagd zeigen. Als Hauptredner sprach Jyrki Katainen, Vizepräsident der Europäischen Kommission, während der Eröffnungszeremonie zu den Zuhörern. Der Kommissar für Arbeitsplätze, Wachstum, Investitionen und Wettbewerbsfähigkeit und selbst aktiver Jäger betonte, dass das Jägersein „Verantwortung, Nachhaltigkeit und Transparenz“ erfordert. Er rief Jäger und Jagdorganisationen dazu auf, ihr Potenzial bestens zu nützen. „Wir sollten an unseren gemeinsamen Naturschutzzielen zusammenarbeiten.“ Im Anschluss an die Eröffnungszeremonie fand eine Podiumsdiskussion zum Thema „Was wäre, wenn wir die Jagd abschaffen würden?“ statt, bei der fünf Experten aus der ganzen Welt über die ökologischen, sozialen und wirtschaftlichen Auswirkungen von Jagdverboten diskutierten. Karl-Heinz Florenz, Mitglied des Europäischen Parlaments und Vorsitzender der interfraktionellen Arbeitsgruppe „Biologische Vielfalt, Jagd und ländliche Gebiete“, eröffnete die Sitzung vor über 300 Teilnehmern mit dem Vorschlag, die Jäger sollten die Tierschützer davon überzeugen, dass sie eigentlich auf derselben Seite stehen. Die Vertreter tauschten ihre Standpunkte aus und erzählten ihre Geschichten. Das allgemeine Ergebnis war, dass ein Verbot der Jagd den Wildtieren schaden würde und es zu Verlusten ganzer Populationen käme. Den Podiumsteilnehmern zufolge ist dies in einigen Gebieten Afrikas bereits geschehen, wo zuvor stabile Populationen wie die von Elefanten und Nashörnern erheblich zurückgegangen sind.
Die 64. Generalversammlung des Internationalen Rates zur Erhaltung des Wildes und der Jagd (CIC) wurde 2017 in Montreux, Schweiz, unter dem Motto „Harmony with Wildlife - Urban and Rural Perceptions“ eröffnet. Dieser Slogan wurde gewählt, da in den letzten Jahren mit der Zunahme von leicht zugänglichen Medienberichten und sozialer Vernetzung die unterschiedlichen Wahrnehmungen von Jagd und Jägern in allen Teilen der Welt zunehmend in Konflikt geraten. Diese stark gegensätzlichen Ansichten führen zu einer Kluft zwischen den Menschen, die durch die zunehmende Präsenz der Medien in unserem Leben noch vertieft wird, wo Informationen, ob richtig oder falsch, innerhalb weniger Tage Hunderttausende von Menschen erreichen können. Für die Jagd, ein hochemotionales Thema, hat sich dies bereits als Hindernis für ihren Einsatz als Erhaltungsinstrument erwiesen, trotz ihrer vielen Erfolge, und es könnte sich nachteilig auf ihre Zukunft auswirken, wenn wir uns nicht wehren.
Die 65. Generalversammlung des Internationalen Rates zur Erhaltung des Wildes und der Jagd unter dem Motto „Die Jagd: Fakten oder Märchen?“ fand am 4. und 5. Mai 2018 in Madrid, Spanien, statt. Während der zweitägigen Veranstaltung diskutierten und erörterten die Teilnehmer die Aspekte der Jagd, die derzeit von Jagdgegnern angegriffen werden.
Die 66. Generalversammlung wurde 2019 in Windhoek, der Hauptstadt Namibias, im Rahmen einer internationalen Konferenz unter dem Motto „Crossroads - Leading the Way for Wildlife Conservation“ organisiert. Die Konferenz, die vom namibischen Ministerium für Umwelt und Tourismus ausgerichtet wurde, diente als Plattform für Diskussionen und Präsentationen im Workshop-Stil über Erfolge, Herausforderungen und bewährte Praktiken im Bereich des Wildtierschutzes in Namibia, Afrika und der ganzen Welt. In einer Zeit, in der der Schutz der Wildtiere an einem Scheideweg zu stehen scheint, bringt diese Konferenz verschiedene Interessengruppen zusammen, um damit zusammenhängende Fragen aus afrikanischer, europäischer und globaler Sicht zu erörtern und einen einzigartigen Blick auf die wichtige Rolle zu werfen, die Jugendliche und Frauen für den künftigen Erfolg der Schutzbemühungen spielen werden. Ziel ist es, die Naturschutzbemühungen auf einen gemeinsamen Weg zu bringen.
Die 67. Generalversammlung des CIC im Jahr 2021 war ein besonderes Ereignis. Sie fand nicht nur in Budapest, dem Sitz der CIC-Verwaltung, statt, sondern auch im Rahmen der ungarischen Ausstellung „One with Nature - World of Hunting and Nature“. Als Schirmherr der Veranstaltung war der CIC seit 2013 an der Planung der Ausstellung beteiligt. Aus Anlass dieses historischen Ereignisses wurde der ländliche Raum als übergreifendes Thema gewählt, unter dem Motto „One with Nature - Rural Voices, Global Responsibilities“. Jedes Jahr wird die Kluft zwischen Stadt und Land größer, und die Menschen entfremden sich in allen Teilen der Welt immer mehr von der Natur. Die Generalversammlung befasste sich daher mit der Bedeutung des Schutzes ländlicher Gebiete und der mit ihnen verbundenen Wildtiere, Lebensräume und Menschen. Dies wurde in einer Reihe von Podiumsdiskussionen und Veranstaltungen auf einer Konferenz im Rahmen der Generalversammlung erörtert.
| Year                    | City             | Number | Motto                                                                             |
| ----------------------- | ---------------- | ------ | --------------------------------------------------------------------------------- |
| 21. – 24. Mai 2003      | Helsinki         | 50.    | Young People of the World for Sustainable Use                                     |
| 27. April – 1. Mai 2004 | Bukarest         | 51.    | Wildlife knows no borders                                                         |
| 12. – 16. März 2005     | Abu Dhabi        | 52.    | Falconry: A World Heritage                                                        |
| 1. – 5. Mai 2006        | Limassol         | 53.    | Conservation of Migratory Birds – A Shared Responsibility                         |
| 2. – 5. Mai 2007        | Belgrad          | 54.    | Passion for Wildlife Means Caring For People                                      |
| 22. – 26. April 2008    | Marrakesch       | 55.    | Hunting: A Tool for Sustainable Rural Development                                 |
| 30. April – 2. Mai 2009 | Paris            | 56.    | Hunting: A Passion for the Future                                                 |
| 6. – 9. Mai 2010        | Dubrovnik        | 57.    | Biodiversity of the Mediterranean region: Challenges and Perspectives for Hunters |
| 12. – 15. Mai 2011      | Sankt Petersburg | 58.    | Hunting - A Part of our Cultural Heritage                                         |
| 8. – 11. Mai 2012       | Kapstadt         | 59.    | Economics of Wildlife Conservation                                                |
| 26. – 30. April 2013    | Budapest         | 60.    | Die Jagd: Erhaltung der Wildtiere – Schlüssel zum Weltkulturerbe                  |
| 24. – 26. April 2014    | Mailand          | 61.    | Jugend, Jagd und Biodiversität                                                    |
| 23. – 25. April 2015    | Pravets          | 62.    | Gesundes Wild, gesunder Mensch                                                    |
| 22. – 23. April 2016    | Brüssel          | 63.    | Jagd ist Naturschutz                                                              |
| 27. – 29. April 2017    | Montreux         | 64.    | Im Einklang mit unserem Wild – urbane und ländliche Wahrnehmung                   |
| 3. – 5. Mai 2018        | Madrid           | 65.    | Jagd: Fakten oder Fabeln                                                          |
| 1. – 4. Mai 2019        | Windhuk          | 66.    | Am Scheideweg – ein Wegweiser für Wildtiererhaltung                               |
| 25. - 29. Sept. 2021    | Budapest         | 67.    | One with Nature - Rural Voices, Global Responsibilities                           |
| 9. - 12. Juni 2022      | Riga             | 68.    | Erhalten – Zusammenkommen – Kommunizieren                                         |

## Auszeichnungen und Preise
Der CIC vergibt die folgenden Preise:

### Edmond Blanc Preis
Dieser Preis wird an Jagdgebiete mit vorbildlicher Jagdausübung und besonderen Leistungen im Wildtiermanagement vergeben.

### Markhor Award
Mit dem Markhor Award werden herausragende Leistungen im Umweltschutz ausgezeichnet. Gewürdigt werden Erfolge des Ökosystem- und Wildtiermanagements, bei denen der Schutz der Biodiversität mit der Lebensgrundlage der lokalen Bevölkerung durch nachhaltige Nutzung, z. B. durch Jagd, verbunden wird. Der Name der Auszeichnung bezeichnet ursprünglich eine bedrohte Ziegenart in Pakistan, den Markhor (Ovis ammon polii). Der Bestand dieser Ziege konnte durch ein nachhaltiges Jagdtourismusprojekt geschützt werden und hat sich in den letzten Jahren deutlich erholt.
Die Auszeichnung wird alle zwei Jahre an der Konferenz der Biodiversitätskonvention („Conference of the Parties to the Convention on Biological Diversity“ (CBD CoP)) vorgestellt. Dabei werden die Markhor-Bronzeskulptur und ein Geldbetrag übergeben.

### Wildtier Foto Preis
Der Wildlife Photo Prize ist ein internationaler Wettbewerb für Wildtierfotografie, an dem alle Berufs- und Amateurfotografen teilnehmen können. Der Preis wird alle zwei Jahre für die besten Fotos von Wildtieren, sowohl Säugetieren als auch Vögeln, die in ihrer natürlichen Umgebung leben, verliehen. Die Siegerfotos werden während der folgenden CIC-Generalversammlung ausgestellt.

### CIC Preis für „Jagd in der Kunst“
Alle zwei Jahre vergibt der CIC den Preis „Jagd in der Kunst“ an Künstler, die sich für die Aufwertung der kulturellen Werte von Natur und Jagd einsetzen. Der Preis wird in den Bereichen Bildhauerei, Malerei, Museen oder einer spezifischen Ausstellung in diesen Bereichen sowie im Bereich der Musik verliehen.

### Young Opinion Research Award
Mit dem CIC Young Opinion Research Award sollen Forscher unterstützt werden, die mit ihren Projekten einen Beitrag zur nachhaltigen Nutzung von Wildtieren zugunsten der Erhaltung des Naturerbes leisten. Ziel des Preises ist es dabei, die wissenschaftliche Forschung entlang der Überzeugungen des CIC zu fördern.